# 台灣地方派系
台灣地方派系主要指台灣各縣市或鄉鎮市等次級行政區的政治派系。因族群、宗族、地域等關係，牽涉血緣或利益的共同意識，使得外人難以在當地政治環境立足、競爭、共享資源的緊密團體。一般而言，地方政治派系在一級行政區（縣市）或更上層選舉中的影響力漸被政黨政治所取代而式微，但各級民意代表的產生仍一定程度受到地方政治派系的掌控。

## 臺灣北部

### 臺北市
- 泛陳家班系統（未列出里長）
  - 前台北市議長：陳健治、陳錦祥
  - 現任台北市副議長：葉林傳
  - 現任台北市議員：陳重文、闕枚莎、李芳儒、陳炳甫。
  - 前台北市議員：陳重光、陳俊雄、陳進棋、陳義洲、陳玉梅、陳雪芬、陳俊源、謝英美、黃金如、李金璋、李銀來、陳建銘、陳政忠。
  - 前國大代表：陳安邦。
  - 現任立法委員：李彥秀。
  - 前立法委員：陳怡潔、陳靜敏。
  - 現任市府官員：陳永德。
  - 前市府官員：陳思宇。

### 新北市
板橋區
- 劉派：代表人物：劉順天、劉炳偉、劉炳華、劉炳發、劉炳信、劉美芳、林鴻池（三重幫、前立法委員與劉氏具姻親關係）
- 郭派：代表人物：郭政一、郭金榜、郭炳煌、郭慶華、王淑慧、郭杉村、郭逢裕、郭正喜
- 邱派：代表人物：邱明政、邱益三、邱榮隆
- 鄭派：代表人物：鄭逢時、吳梓、吳清池（前立法委員）（同屬浮洲吳派）

- 浮洲吳家：代表人物：吳清池（前立法委員）、吳雪峰

- 楊派：代表人物：楊水法、楊水生、楊世宗、楊尚謙
- 新埔林家：代表人物：林豐正
- 埔墘曾家：代表人物：曾隆一、曾文振、曾國川、曾煥嘉
- 江翠葉家：代表人物：葉萬順、葉慶賢
- 後埔廖家：代表人物：廖聰海、廖裕德
- 社後黃家：代表人物：黃春榜、黃聲鏞

三重區
- 三重幫（商幫、宏國、聯邦、海山等）：代表人物：林榮三、林堉琪、林堉璘、林鴻堯、陳萬富、蔡勝邦、楊蓮福、李炳盛、邵恩新、陳宏昌（林榮三的外甥）
- 朱派：代表人物：朱清發、李乾龍（前三重市市長）、朱俊曉
- 雲林幫：代表人物：陳景峻、林正雄、陳茂男

蘆洲區（與隔鄰三重合稱三蘆地區）
- 蘆洲兌山李氏宗親：李當富、李翁月娥（現任新北市議員）

新莊區
- 國治派：代表人物：陳國治、簡盛義、邱啟煇
- 聯合派：代表人物：鄭建邦、鄭余鎮

樹林區
- 朱家班：代表人物：朱連和（父）、黃阿春（母）、朱子孟（子）、鄭綉瑛（媳）
- 洪家班：代表人物：洪辰佑（父，前樹林市東昇里里長）、洪佳君（女，現任新北市議員）、黃志雄（前立法委員）

鶯歌區
- D公派：代表人物：劉森文、劉森德
- 蘇家班: 代表人物：蘇有仁（前鶯歌鎮鎮長）、蘇泓欽（現任新北市議員）
- 卓家班: 代表人物：卓建鴻（父，以其為角度:前鶯歌鎮鎮民代表會副主席)、蘇麗雪（妻:曾角逐鶯歌鎮鎮長）、卓冠廷（子：現任新北市議員）、洪慈庸（媳: 前立法委員）

三峽區
- 李家班：代表人物：李嘉進（前立法委員）、李縉穎

五股區
- 林派：代表人物：林大坤、林志嘉（前立法院秘書長）
- 陳派：代表人物：陳林讓、陳蔡燕女

中和區
- 林江派：代表人物：趙長江、林德喜、江貴元、趙永清（現任監察委員）、張慶忠（前立法委員）、張智倫（現任立法委員）、江上清、江永昌（前立法委員）
- 呂游派：代表人物：呂芳契、呂芳煙、呂芳海、呂芳雲、游任和、游仁傑、呂富美、呂禮正

永和區
- 大陳派：代表人物：陳新墻、陳根塗
- 小陳派：代表人物：陳金讓、陳次男、陳明雄、陳鴻源（現任新北市副議長）、洪秀柱（前任立法院副院長）、林德福（現任立法委員）
- 新廍林家：林溪水（前永和鎮鎮長）、林樹根、林忠榮（前永和市市長）、林幸男、林宜誠
- 秀朗孫家：孫勝治（前任立法委員）、孫正乾、孫水土、孫元雄、孫和壽（前市民代表會主席）、孫和連、孫文民
- 連家：連斐璠（現任新北市議員）

新店區
- 羅派（文山會）：代表人物：羅福助（前任立法委員）、羅明才（現任立法委員）、羅明旭（前省議員）
- 劉派：代表人物：劉盛良（前立法委員）、劉哲彰（現任新北市議員）

汐止區
- 廖派：代表人物：廖學廣（前立法委員）、周麗美
- 周家：代表人物：周雅淑、周雅玲

瑞芳區
- 李派：代表人物：李建興、李建和、李儒聰、李儒侯、李儒將
- 戴派：代表人物：戴德發

淡水區
- 麥派：代表人物：麥春福、許宗爐、郭添印、陳照郎
- 陳派：代表人物：陳根旺、呂子昌、呂孫綾（前立法委員）

### 基隆市
- 謝派：代表人物：謝貫一、謝清雲、蔡火炮、謝修平（兒子謝國樑、謝國棟 [2]，經濟日報，記者柯玥寧／高雄報導，2012/10/26</ref>）
- 蘇派（文協派）：代表人物：蘇德良、張堅華、劉文雄（前立法委員）
- 老張派：代表人物：張振生
- 新張派：代表人物：張春熙
- 陳派（主流派）：代表人物：陳正雄[3][4]、柯水源
- 林派：代表人物：林水木（前基隆市長）、徐少萍（前立法委員）、林沛祥（現任立法委員）

### 宜蘭縣
- 八大勢力：蔣渭川、盧纘祥、甘阿炎、郭雨新、藍文炳、陳進東、陳火土、蘇東芳
- 郭派：代表人物：郭雨新、陳定南（前宜蘭縣長，法務部部長）、郭時南、林義雄（前立法委員）、方素敏、黃煌雄（前監察委員）、游錫堃（前立法院院長、宜蘭縣長）、林聰賢（前宜蘭縣長、中央畜產會董事長、農委會主委）、劉守成（前宜蘭縣長）、陳金德（前國大代表、前立法委員、前宜蘭縣長，現任工程會主委）、田秋堇（現任監察委員）
- 盧派：代表人物：盧纘祥、盧逸峰、張瓊文（前國大代表）、黃義聯（前國大代表）
- 林派→羅許派：代表人物：林才添、羅文堂、許文政、羅國雄、林榮星
- 陳派：代表人物：陳進東、陳進富、邱永聰(前立法委員、前議長)、邱文達(前衛福部部長)

### 桃園市
北桃園地區－以桃園區為主要發展核心（閩南裔臺灣人）
- 老派：代表人物：徐崇德、張富、陳長壽
- 新派：代表人物：許新枝
- 新明派：代表人物：葉星旻

南桃園地區－以中壢區為主要發展核心（客家裔臺灣人）
- 吳家：代表人物：吳鴻森、吳鴻麒、吳鴻麟、吳伯雄（前臺北市長、桃園縣長）吳志揚（前桃園縣縣長和立法委員）、吳志剛（現任臺北市議員）
- 劉家：代表人物：劉家興、劉興善、劉邦友（前桃園縣長）、劉興枋、劉利境、劉守箴、劉天贊、劉邦銅、劉邦鉉、劉邦彥、劉東隆、劉曾玉春
- 彭家：代表人物：彭添富、彭紹瑾（前立法委員）、彭俊豪（現任桃園市議員）
- 許家：代表人物: 許信良（前立法委員和民進黨主席）、許國泰、許應深、許鍾碧霞
- 莊家：代表人物: 莊玉光、莊玉輝、莊玉隆

### 新竹縣
宗親勢力
- 關西吳家：吳明增、吳俊岸、吳東昇、吳學燕、吳發仁、吳欣盈（前立法委員）
- 關西徐家：徐家旺、徐瑜新
- 關西陳家：陳興盛、陳興邦、陳宜開
- 竹東陳家：陳添澄、陳錦相、陳進興
  - 分系：陳廷輝（父）、陳逸鵬（子）
- 義民聯軍（三姓）：
  - 鄭家：鄭萬德、鄭永金（前新竹縣長）、鄭永堂、鄭朝方（現任竹北市長）
  - 范家：范振宗、范揚恭、范義淵
  - 林家：林保仁、林光華（前臺灣省主席、前新竹縣長）
- 羅姓
- 劉姓

地方政治派系
第二屆臨時省議會省議員選舉時，新竹縣（當時新竹縣市尚未分家）出現經營新竹客運的許振乾與經營新竹貨運的許金德爭取國民黨提名，雖然二許得票居前二名，許金德只超前24票。然而在國民黨考慮二許都是福佬人，不得不考慮多數客家選民的感受，所以未提名許振乾，反而提名了初選第三的客家人鄒滌之。許振乾雖遵從黨紀，但心有不平，懷疑黨內投票動了手腳，從此走上較自主的路線，與許金德派系競爭激烈、和黨部也不盡交融。當時地方人士為便於區分，把家住在西門派出所附近的許金德派系，稱為「西派」；許振乾的客運公司設在東門外火車站對面，就稱「東派」。
- 西許派：許金德、彭瑞鷺、詹紹華、鄭燦裏、藍榮祥、陳俊宏、陳天寶、陳昌瑞、魏雲傑、周細滿、郭俊萍
  - 鄒派：鄒滌之、鄒清之
- 東許派：許振乾、鄭再傳、陳玉焜、陳錦相、陳興盛、古燧昌、邱泉華、何禮東、葉炳煌、鄭宗柳、陳天錫
  - 朱派：朱盛淇、朱育英
- 竹東蘇派：蘇廷清、周細滿、吳明增、吳俊岸
- 竹東宋派：
  - 老宋派（黨外）：曾登基
  - 新宋派：
    - 邱家：邱泉華、邱家湖、邱鏡淳（前新竹縣長）
    - 鄭家：鄭萬德、鄭永金、鄭永堂、鄭朝方
      - 友好：張碧琴

### 新竹市
- 施家班：代表人物：施性忠、莊姬美、施性融、魏秀珍、施乃如
- 西許派：代表人物：鄭耀宗、許金德
- 東許派：代表人物：許振乾[6]
- 柯蔡宗親會：代表人物：柯建銘（現任立法委員）、張蔡美、蔡仁堅（前新竹市長）
  - 柯系（民主進步黨）：柯建銘、林智堅（前新竹市長）、鄭宏輝（前新竹市議員）
- 眷村派系：代表人物：張一熙、許武勝（前立法委員）、鍾淑英（現任新竹市議員）[7]
- 閩南派系：代表人物：童勝男（前新竹市長）、許明財（前新竹市長）、張蔡美 （前立法委員）[7]鄭正鈐 （現任立法委員）
- 客家派系：代表人物：李榮勝（前國大代表）、林政則（前新竹市長）、呂學樟 （前立法委員）[7]

## 臺灣中部

### 苗栗縣
苗栗縣派系主要為大黃派、小黃派和劉派三個派系。在鍾東錦當選苗栗縣縣長後，他在隨後的立委選舉及補選中親自操盤，收攏縣內三派自成「鍾派」。
- 大黃派：何智輝（夫）（前苗栗縣長）、王素筠（妻）、李白濱、湯慶松、邱文光、傅文政、邱仕榮、徐志榮（前任立法委員）。
- 小黃派：林為寬、林為恭、黃運金、賴順生、林久翔、張秋華、傅學鵬（前苗栗縣長）、徐耀昌（前苗栗縣長）
- 劉派：劉闊才、邱仕豐、劉國昭、劉碧良、謝金汀、劉定國、黃文發、林火順、劉政鴻（前苗栗縣長）、陳超明（現任立法委員）

### 臺中市
原臺中市
林派→張派：
- 林派：林金標（前市長）
- 張派（岸裡社張家）：
  - 第一代：張啟仲（創派：前市長）
  - 第二代：張光輝（子）、張光明（子）、張光儀（姪）
  - 第三代：張宏年（張光儀子）
  - 第四代：張彥彤（張宏年子）
- 其他：張平沼、黃顯洲、洪昭男、陳啟吉、張堅華

- 劉派 （東南區）：
  - 第一代：劉火旺（創派：前多任市議會議長）
  - 第二代：劉宗澤（子）、劉清標（子）
  - 第三代：劉朝旭（次創派）
- 其他：林敬義、陳貽滄、何春木、陳端堂、張啟仲、莊乃慧、黃國書、曾文坡、廖繼魯、顏英男、郭晏生、尤瑞周

- 邱派→賴派：
- 邱派：邱欽洲（前市長）
- 賴派：
  - 第一代：賴榮木（兄）、賴榮松（弟）
  - 第二代：賴清海（父）
  - 第三代：賴誠吉（以其為角度）
  - 第四代：賴順仁（子）
- 其他：林仁德、林國華、廖文章
  - 林世欣（林仁德 子）石慧昭（林仁德 媳）

廖派：
- 創派：廖榮祺（前省議員）；源於張派，選舉分裂。
  - 第一代：廖榮祺（以其為角度）
  - 第二代：廖佩春（女）、紀岳杉（女婿）
- 分支：
  - 第一代：廖繼魯
  - 第二代：廖述嘉（子）、盧秀燕（媳；現任台中市市長）
- 友好：洪昭男（前立法委員）

何派：黨外勢力
- 創派：何春木（前省議員）
- 何家：
  - 第一代：何春木（以其為角度）
  - 第二代：何敏誠（子）、何敏豪（前任立法委員）（子）
- 早期：張深鑐、吳一衛、范政佑
- 近期：許榮淑、張溫鷹、吳乃仁、吳哲郎、劉文慶、王世勳、賴茂州、謝明源、陳陽德、陳大鈞、蔡明憲

原臺中縣
- 紅派：林派（霧峰林家）
  - 掌門人：林鶴年（創派：林獻堂的姪子）→蔡鴻文（前臺灣省議長）→劉松藩（前立法院院長）→廖了以（前總統府秘書長）→江啟臣（現任立法院副院長）（以其所任最高職位顯示）
    - 林鶴年（前縣長）、陳孟鈴（前縣長）、廖了以（前縣長）、鄭照新（現任台中市副市長）

  - 劉家：
    - 第一代：劉雲騰（父）
    - 第二代：劉松藩（以其為角度、前立法院長）、劉松齡（弟）
    - 第三代：劉德成（姪）、劉銓忠（前立法委員）（姪）、楊永昌（劉銓忠妻弟）

  - 廖家：
    - 第一代：廖西東（祖父）
    - 第二代：廖忠雄（父）
    - 第三代：廖了以（以其為角度）（前臺中縣長）

  - 張家：
    - 第一代：張清堂、張清照（現任臺中市議長）

  - 其他：林耀興、徐中雄（廖了以外甥）（前立法委員）、楊瓊瓔（現任立法委員）、林敏霖、張清堂、張瀞分

- 黑派：陳派
  - 掌門人：陳水潭（創派：前縣長）（夫）、陳林雪霞（妻）、廖五湖（前縣長）、何金生（前縣長）、王子癸（前縣長）、陳庚金（前縣長）、黃仲生（前縣長）
  - 李家：李卿雲（父）、李子駸（子）
  - 與楊派主和：陳川、付雲鵬
  - 與楊派主分：林克謨、陳傑儒
  - 顏家：
    - 第一代：顏清標（前立法委員）
    - 第二代：顏寬恆（現任立法委員）、顏莉敏（現任台中市副議長）

  - 其他：郭榮振、顏清標、林士昌、紀國棟（前任立法委員）、張文儀、江連福、張壯熙、蘇秀姃

- 楊派：
  - 掌門人：楊天生（創派）
  - 第一代：楊天發（兄）、楊天生（以其為角度）
  - 第二代：楊文欣（子）
  - 其他：郭政權、傅雲海、朱麗玲

- 陳派：
  - 第一代：陳和(保正)
    - 第二代：陳貽煌、陳貽滄、陳貽浦

### 彰化縣
彰化縣的「紅派」及「白派」起源於1947年11月第一屆國民大會代表選舉時，當時在彰化市選區（省轄市）「城外派」推出日本早稻田大學經濟科畢業的呂世明參選，宣傳單一律以紅紙印製；「城內派」則由日本九州大學醫學博士蘇振輝出馬角逐，傳單一律用白紙，以示區別。兩派的助選陣營也分別用紅、白兩種顏色為臂章標誌，由此形成彰化縣政壇上紅、白兩派政治勢力。日後呂世明當選國大代表。而呂世明與蘇振輝也就是分別成為紅派與白派的開山鼻祖。而日後「白派」與二林地區的「林派」串連；「紅派」則與二林「陳派」串連。
- 白派：
  - 創派：李崇禮（城內派）→蘇振輝（創派）→柯明謀
    - 第一代：黃石城（前縣長）（叔）

  - 員林黃家：
    - 第二代：黃上揚（前國民大會代表）（以其為角度）、黃傳廖（進揚）（前議員）（兄）、黃偉峰（現任駐瑞士代表）（黃石城子）（兄）、黃文玲（前立法委員）（黃石城女）（妹）
      - 姻親：謝章捷（前副縣長）（妹婿）、劉永福（前國民大會代表）（舅子）

    - 第三代：黃豐盛（員林市農會總幹事）、黃正盛（現任議員）（子）

  - 田尾施家：
    - 施清圳（姪叔）、施鐘（叔）、施招庭（姪）、施久能（姪）、施巧（姪）

  - 埔鹽陳家：埔鹽、溪湖、埔心
    - 第一代：陳釘雲（叔）
    - 第二代：陳朝容（以其為角度）、游月霞（前妻）、鄭秀珠（現妻）
    - 第三代：陳重嘉（陳朝容及游月霞之子）

  - 其他：黃明和、張朝權（前副縣長）、林滄敏（前任立法委員）、蕭景田（前任立法委員）

- 紅派：
  - 創派：石錫勳、楊以專（城外派）→呂世明（創派）
  - 其他：代表人物：林炳森、林錫山

- 謝派：
  - 創派：謝東閔（前副總統）

- 卓派：
  - 創派：卓伯源（前縣長及立法委員；以其為角度）、卓伯仲（弟）
  - 其他：柯呈枋（前副縣長及立法委員）
- 溪州謝家：謝言信（前立法委員）、鄭汝芬（前立法委員）、謝典林（現任議長）、謝衣鳳（以其為角度，現任立法委員）[10]

### 南投縣
- 李派：代表人物：李國楨
- 洪派（舊派）：代表人物：洪樵榕、簡清章、簡金卿
- 新派（黨外勢力）：代表人物：陳啟吉、林宗男、彭百顯、賴深淵、鄧永禧
- 陳派：代表人物：陳萬、林益川
- 南投林家：代表人物：林洋港（前司法院院長和前臺北市長）、林源朗（前縣長）、林明溱（前縣長）
- 南投吳家：代表人物：吳奚 、吳敦義（前副總統和前縣長）、授徒：許淑華（前立法委員、現任南投縣縣長）

### 雲林縣
- 張派：代表人物：張榮味（前縣長及議長；以其為角度）、張麗善（現任雲林縣縣長；妹）、張嘉郡（現任立法委員；長女）、張鎔麒（長子）、張永成（現任中華民國農會總幹事；妹婿）、高孟定（前副縣長及立法委員）、謝淑亞（現任雲林縣副縣長）、丁學忠（現任立法委員）、許宇甄（現任立法委員）
  - 李派：代表人物：李日貴（前議員；父）、李佳芬（前議員；以其為角度）、韓國瑜（前高雄市市長，現任立法院院長；夫）、李明哲（現任雲林縣議員；弟）
- 蘇派：代表人物：蘇東啟（前議員，以其為角度）、蘇洪月嬌（前省議員；妻）、蘇治芬（前縣長、前立法委員；女）、蘇治洋（前省議員；女）、呂政璋（前台灣金聯董事長）[11]
- 許派：代表人物：許文志（前縣長；以其為角度）、許舒博（前立法委員；子）、賴淑娞（現任雲林縣議員；媳）、許舒翔（前考選部部長，現任考試院副院長；子）
- 林派：代表人物：林金生（前縣長）、林恆生（前縣長）、蘇文雄（前縣長）
- 蔡派：代表人物：曾蔡美佐（前立法委員及省議員；以其為角度）、蔡永常（前國大代表、口湖鄉鄉長；弟）、蔡孟真（現任雲林縣議員；姪女）
- 廖派：代表人物：廖泉裕（前縣長）、侯惠仙（前立法委員）
- 福派：代表人物：廖福本（前立法委員；以其為角度）、謝淑亞（現任雲林縣副縣長）
- 水利系統：代表人物：張輝元（父）、張碩文（前立法委員；以其為角度）、林文瑞（前立法委員）

## 臺灣南部

### 嘉義縣
- 黃派：代表人物：黃老達、黃俊博、陳適庸、李雅景、翁重鈞（前任立法委員）、蔡長銘
- 林派：代表人物：林振榮、蔡陳翠蓮(東京大學醫學相關科系畢業、農會總幹事、縣議員、四屆省議員、婦女會總幹事、國大代表)、陳明文（前嘉義縣長）、陳冠廷（現任立法委員）、曾振農（前立法委員）、張花冠（前嘉義縣長、現任華膳空廚董事長）
  - 學運派：代表人物：翁章梁（現任嘉義縣長）
- 蔡派：代表人物：蔡長銘、蔡啟芳（前立法委員）、蔡易餘（現立法委員）
- 劉派：代表人物：劉傳來
- 蕭家班：代表人物：蕭登旺、蕭登獅、蕭登標

### 嘉義市
- 嘉義黃家：代表人物：黃永欽（父）、黃敏惠（以其為角度）（現任嘉義市長）
- 許家班：
  - 第一代：張進通（父）、許世賢（母）（前嘉義市長）
  - 第二代：張文英（姐）（前嘉義市長）、張博雅（以其為角度）（前監察院長和前嘉義市長）
  - 代理人：陳麗貞（前嘉義市長）
- 蕭家班：
  - 第一代：蕭登旺（以其為角度）、蕭登獅（老二）、蔡貴絲（弟媳）、蕭登標（老三）
  - 第二代：蕭苑瑜（蕭登旺之女）
  - 無血緣：邱芳欽、蕭淑麗（前嘉義市議長）[12]
  - 血緣待確認：蕭進惠

### 臺南市
原臺南縣
臺南縣原有「海派」地方派系，以首任縣長高文瑞、議長陳華宗及國代吳三連為代表，出身地為日治時期的北門郡（今佳里區、學甲區、西港區、七股區、將軍區、北門區）為主。「海派」因派系連選連勝，受到國民黨中央顧忌，因此扶植縣黨部主委胡龍寶（後任第三、四屆縣長）、楊群英形成「山派」，又稱「三新派」。胡龍寶在任內獲國民黨刻意栽培，使「山派」壯大，足以對抗「海派」。成為國民黨在地方扶植新興派系制衡舊有派系的實例。唯第七屆縣長選舉中，因山海兩派相爭不下，最後國民黨提名張文獻的大學同學高育仁。高育仁當選縣長後，壯大發展成另一派系「高派」。
然而在解嚴後，隨著黨外運動及民進黨在臺南縣的興起，傳統派系已日漸式微。特別是在民進黨首任臺南縣長陳唐山執政下，使派系力量式微。連國民黨大老吳修齊和張文獻都語重心長對陳唐山講：「唐山仔，佇汝執政之下，臺南縣已經無山派，也無海派，只剩一個唐山派！」
- 海派：代表人物：陳華宗、吳三連、高文瑞、劉博文、李雅樵、洪玉欽、李錚玲
- 山派：代表人物：胡龍寶、楊群英、張文獻、胡雅雄
- 高派：代表人物：高錦德、高育仁（前臺南縣長和臺灣省議長）、朱立倫（現任中國國民黨主席、前新北市長）、高思博（前任立法委員）

原臺南市
與臺南縣不同，臺南市並未出現明顯的地方派系。早期臺南市主要以「市區派」及1946年才劃入臺南市的「安南區派」為對抗。「市區派」主要代表為葉廷珪；「安南區派」則有楊請、辛文炳、黃業等人。
- 安南派：
  - 辛派：代表人物：辛文炳
  - 黃派：代表人物：黃業
- 葉派：代表人物：葉廷珪
- 王派：代表人物：王奕棋
- 蘇派：代表人物：蘇南成（前臺南市長）
- 文協派（扶輪社派）：代表人物：韓石泉、沈榮
- 林派：代表人物：林全祿、林全義、林全興
- 張派：代表人物：張麗堂、張烈烈
- 施派：代表人物：施治明（前臺南市長）
- 唐家派：代表人物：唐瑞明、唐碧娥、唐儀靜

### 高雄市
原高雄市
高雄市早年以移民者為派系分別，以「澎湖派」、「臺南派」及「本地派」三大族群為主。「澎湖派」以首屆高雄市長謝掙強為首，「臺南派」則有第三屆高雄市長陳武璋；到第四屆市長選舉時國民黨提名了「本地派」的陳啟川。形成派系輪流慣例。唯第六屆市長選舉時，國民黨因提名「臺南派」的陳武璋而非「澎湖派」人選，被視為違反派系輪流慣例而引起「澎湖派」反彈，導致黨外勢力的楊金虎意外當選市長。
- 本地家族
  - 陳家：陳中和家族
    - 第一代：陳中和
    - 第二代：陳啟峰（子）、陳啟清（子）、陳啟川（子）
    - 第三代：陳田錨、陳田原、張陳秋蟾（前屏東縣縣長張豐緒妻）
    - 第四代：陳建東、陳建平

  - 朱家：
    - 第一代：朱安雄（夫）（前高雄市議長）、吳德美（妻）
    - 第二代：朱挺珊（長女）、朱挺玗（次女）
    - 幕僚：賢繼禹

  - 王家Ⅰ：
    - 第一代：王玉雲（以其為角度）、王玉珍（弟）
    - 第二代：王志雄（長子）、王世雄（次子）

  - 王家Ⅱ：
    - 第一代：王天恩（父）
    - 第二代：王文玉（以其為角度）、王文正（弟）
    - 第三代：羅志明（女婿）

  - 黃家：
    - 第一代：黃正忠（父）
    - 第二代：黃啟川（以其為角度）、侯彩鳳（妻）
    - 第三代：黃柏霖（姪）（現任高雄市議員）、黃香菽（黃啟川及侯彩鳳之女）

  - 其他：親戚關係
    - 黃家：黃芳仁（夫）、陳節（妻）、黃紹庭（子）（現任高雄市議員）

- 外來地域
  - 台南派：陳武璋、吳鐘靈、楊金虎、朱星羽
    - 陳家：陳哲男（父）、陳其邁（子）（現任高雄市長）

  - 澎湖幫：謝掙強、黃堯、陳江章、陳敏賢、賴峰偉（前澎湖縣長）
  - 嘉義派：張俊雄、郭金生、蔡慶源、劉孟昌
    - 郭家：郭玟成（夫）、林宛蓉（妻）

  - 屏東幫：趙連出
  - 雲林張派：韓國瑜（前高雄市市長，現任立法院院長）
    - 韓系：白喬茵 （現任高雄市議員）[15]

原高雄縣
高雄縣派系產生起因於第一屆縣長選舉時，因候選人洪榮華姓洪取其諧音「紅」，在競選中，其團隊的旗幟、服色為紅色故名為「紅派」；而陳新安陣營為了與之對抗遂使用白色與之區隔，形成「白派」。第四屆縣長選舉時，受到「白派」暗助的余登發當選縣長。在任內與縣議會發生衝突，受到「紅派」的議長戴良慶以怒責余登發說「黑白來」（意為「亂來」），使余登發領導的一派便成為「黑派」稱呼。
- 黑派（鳳山）：余家班（黨外，部分成員後加入民進黨）
  - 第一代：余登發（父：前縣長）
  - 第二代：余瑞言（以其为角度）、 余陳月瑛（妻：前縣長）、黃友仁（妹婿：前縣長）、黃余綉鸞（妹）
  - 第三代：余玲雅（長女）、余政憲（長子：前縣長）、鄭貴蓮（長媳）、余政道（次子）
- 白派（岡山）：
  - 領導：陳新安（創派：前縣長；兒子陳建仁為前副總統，前行政院院長）、林淵源（前縣長）、王金平（前立法院長）
  - 親國：王金平、蔡明耀（前縣長）、吳光訓、黃鴻都、陸淑美（現任高雄市議員）、林志隆
  - 親宋：林淵源、鍾榮吉（叔）、鐘紹恢（兄）、鍾紹和（弟）（前立法委員）、鍾易仲（侄）（現任高雄市議員）
  - 吳家：吳珠惠（父，前議長）、吳光誠（子）、吳怡玎（吳珠惠孫女）（前立法委員）
  - 農會：蕭漢俊
  - 漁會：林國正（前立法委員）
- 紅派（旗山）：長期主導水利會
  - 領導：洪榮華（前縣長）、陳皆興（前縣長）、戴良慶（前縣長）
  - 林家：林仙保（父）、林益世（子）（前立法委員）
  - 黃家：黃八野（父）、黃璽文（子）
  - 水利：黃銅樹
  - 其他：黃承城、陳義秋、許福森、吳尚卿、簡茂松、陳子欽
- 其他：親戚關係
  - 林家（鳳山）：林三郎（父）、林岱樺（女）（現任立法委員）
  - 顏家：顏文章（父）、顏曉菁（女）
  - 徐家：徐志明（夫）（前任立法委員）、徐張貴華（妻）、徐慶煌（子）（前國大代表）

### 屏東縣
- 張派：
  - 縣長：張山鐘、李世昌、張豐緒、柯文福、施孟雄
  - 其他：陳進興、余慎、藍家鵬、陳啟峰、董榮芳
  - 親曾：曾永權（前立法院副院長）
  - 親郭：郭廷才、潘恆旭

- 林派：
  - 縣長：林石城、伍澤元（前屏東縣長）
  - 伍家：伍澤元、伍錦霖
  - 分派：簡明景、陳恆盛
  - 分派：張河川、林國龍、林阿羊
  - 其他：廖婉汝（前立法委員）、程清水、林淵熙、張柏瑯、周輝煌、周春米（現任屏東縣長）

- 邱派（民主進步黨）：
  - 舊張：邱連輝、邱子正、李世斌（現任屏東縣議員）
  - 舊林：邱茂男、邱議瑩（前國大代表、現任立法委員）、邱名璋

- 蘇派（民主進步黨）：
  - 大蘇：蘇貞昌（前縣長和前行政院長）、蘇巧慧（現任立法委員）、曹啟鴻、潘孟安（現任總統府秘書長，前縣長）、鐘佳濱、徐富癸（現任立法委員）
  - 小蘇：蘇嘉川、蘇嘉瑞、蘇嘉富、蘇嘉全（現任臺灣日本關係協會會長，前立法院長和前縣長）
    - 小蘇（無黨籍）：蘇震清（前立法委員）、蘇孟婕（現任屏東縣議員）[18][19]
- 周家：周典論（現任屏東縣議長）、周佳琪（現任屏東市長）、周碧雲

### 澎湖縣
- 藍派：藍俊逸（前副議長、百世多麗藍家）、藍凱元（父子檔）
- 賴派：賴峰偉（前縣長）
- 王派：王乾同、王乾發（兄弟黨皆前縣長）
- 顏派：顏重慶、顏嘉弘（父子檔）
- 胡派：胡松榮
- 澎南幫：陳海山（山水人）、張再扶、張再興（兄弟檔，山水人）、林炳坤（前立法委員）、陳雙全（前副議長）、陳毓仁（現任議長）
- 桶盤蘇家：蘇文佐（夫）、蘇陳綉色（妻）

## 臺灣東部

### 花蓮縣
在徐榛蔚當選花蓮縣長前，花蓮縣地方派系主要以閩南、客家兩大族群勢力組成。閩南派最初領導者為楊仲鯨與黃福壽，主要勢力在花蓮客運、臺灣中小企業銀行、花蓮貨運等企業投資；客家派最初領導者為林茂盛與黃金鳳，主要勢力在鳳榮區農會等農會體系，參與投資中華紙漿、國泰化工、台灣農林等企業。
因此戰後花蓮縣政治發展上，長年形成不成文的由閩、客兩方人士在政壇上輪流掌權的傳統，並進行權力平衡。第一屆縣長楊仲鯨是閩南籍，亦是中國民主社會黨籍；第二屆縣長是客家籍的林茂盛，省議員則為閩南籍的林永梁；第三屆縣長胡子萍雖為外省籍，但由閩南派支持推選；第四、五屆縣長是閩南籍的柯丁選，省議員分別為客家籍的馬有岳與徐輝國；第六、七屆縣長是閩南籍的黃福壽，省議員分別為客家籍的黃金鳳與吳水雲；第八、九屆縣長是客家籍的吳水雲，省議員則是閩南籍的張俊雄；第十屆縣長閩南籍的陳清水，省議員是客家籍的吳國棟；第十一屆縣長是客家籍的吳國棟，省議員是閩南籍的王慶豐；第十二、十三屆縣長是閩南籍王慶豐，省議員為客家籍的張福興；第十四屆縣長張福興為客家籍；第十五屆縣長謝深山為閩南籍；第十六、十七屆縣長傅崑萁為客家籍。
- 謝家：
  - 第一代：謝國榮（現任花蓮縣議員，原黃復興黨部）
  - 第二代：謝宜萱（現任花蓮市民代表，黃復興黨部）

- 蔡家幫：
  - 蔡文景（前花蓮縣議會議長）、蔡啟塔（前花蓮市長、前花蓮縣議會議長），兩人為兄弟關係。
  - 蔡佳憲（孟憲）（蔡文景長子）為曾任三屆市民代表，現任兩屆里長。
  - 黃瑞文（義子）
  - 蔡翼陽、蔡翼鍾（兄弟）
  - 蔡家原為地方派系之首，受到李登輝、連戰二人之重用，兄弟倆當時各擁有其一片势力。[26]
  - 兄蔡文景為前議長；弟蔡啟塔為前花蓮市長及花蓮縣議員；其義子黃瑞文為花蓮市市民代表；蔡啟塔小兒子蔡翼陽為現任花蓮市民代表、大兒子蔡翼鍾為前花蓮市民代表[27][28]。

- 李家：
  - 第一代：李建興（前花蓮市民代表）
  - 第二代：李振瑋（李建興子、前花蓮市代主席[29]）

- 吳家：
  - 第一代：吳水雲（前縣長）
  - 第二代：吳秀光（前台北市副市長，曾考慮角逐縣長）

- 傅家：
  - 傅崑萁（前縣長、現任立法委員）（夫）
  - 徐榛蔚（前立委、現任花蓮縣長）（妻）

- 楊家：
  - 第一代：楊清風（前花蓮市民代表及議員）
  - 第二代：楊文值（前議長）、楊士弘（前花蓮市民代表）、徐子芳（楊文值妻，現任花蓮縣議員）
  - 第三代：楊哲灃（現任花蓮市民代表及花蓮市代主席[29]）

- 魏家：
  - 第一代：魏木村（兄，前花蓮市長）、魏東河（弟，前議員）、林珉慧（魏東河妻，前花蓮市民代表）
  - 第二代：魏如薰（前花蓮市民代表）、魏嘉賢（現任花蓮縣議員）、魏嘉彥（現任花蓮市市長）、魏鈺晟（現任花蓮市民代表），以上皆為魏東河子女。
- 賴家：
  - 第一代：賴進坤（前花蓮縣議長）
  - 第二代：賴俊傑（賴進坤子，前秀林鄉代主席）

- 田家幫：
  - 第一代：田智宣（前花蓮縣議員、吉安鄉長及花蓮市長）、張美慧（田智宣遺孀，現任花蓮縣議員）
  - 第二代：黃振富（前議員）、王森園（前花蓮市公所主任秘書）、陳志強（前花蓮縣政府民政處長）
  - 第三代：田珍綺（現任花蓮市民代表）

- 林派：
  - 第一代：林連明（前花蓮市市民代表會主席及副議長）
  - 第二代：林宗昆（前議員）

- 江派：
  - 第一代：江宜蓮（前花蓮市民代表）
  - 第二代：江如玲（現任花蓮市民代表）
  - 江福順（前花蓮市主和里長）

- 黃派：
  - 黃枝成（前花蓮市代主席）

- 張派：
  - 張峻（現任花蓮縣議長）

### 臺東縣
早年臺東派系主要以「吳派」及「黃派」為主，「吳派」代表為第二屆縣長吳金玉為主；「黃派」則以第三屆縣長黃拓榮為代表。首任縣長陳振宗當選後不久即病逝，由縣議會議長吳金玉在補選中當選縣長，吳金玉出身屏東縣六堆客家人，早期臺東縣西部移民多數來自屏東縣，又以客家人居多，吳金玉很快就自成一派。在吳金玉出任縣長後，空出的議長由黃拓榮獲國民黨支持競選，雖然黃拓榮與吳金玉同為客家人，然而「吳派」卻暗挺福佬籍許添枝，出人意料由許添枝當選議長，雖然最後在國民黨軟硬兼施運作下使許添枝宣布辭去議長，傳出膾炙人口的「許添枝大哭辭退議長」一幕趣劇。但由於黃拓榮是在難堪的立場下出任議長，因此開啟了「吳派」及「黃派」的惡鬥。第三屆縣長選舉中，國民黨提名黃拓榮，「吳派」則支持黃忠競選；第四屆縣長選舉時，黃拓榮角逐連任，又遇到「吳派」推出林德村角逐。唯在第五屆縣長選舉中，國民黨提名不屬吳、黃兩派的張振雄角逐縣長，卻在吳、黃兩派暗中支持黨外的黃順興下，由黃順興當選縣長。
第六屆縣長選舉中，國民黨提名「黃派」的黃鏡峰，在黨部運用軍警政人員下擊敗黃順興。縣議會議長選舉中，「黃派」推出蔣聖愛對上「吳派」支持的溫騰勝，最終由蔣聖愛獲得提名，第八、九屆縣長選舉也由蔣聖愛當選，「吳派」在溫騰勝逝世後，從此消沉。由於派系惡鬥引發地方反彈，第十屆縣長選舉中，國民黨提名了不屬兩派的鄭烈角逐縣長，唯鄭烈當選後，雖然跳脫吳、黃兩派影響，但仍陷入與饒穎奇的交惡。
- 吳派：代表人物：、吳金玉
- 黃派：代表人物：黃拓榮、蔣聖愛（前臺東縣長）、黃鏡峰、黃健庭（前臺東縣長和前立法委員）（第二代）
- 台中派：代表人物：洪掛
- 雲林派：代表人物：許添枝
- 台南派：代表人物：王錫五
- 饒派：代表人物：饒穎奇（前立法院副院長）、饒慶鈴（現任臺東縣長）
- 徐派：代表人物：徐慶元、許瑞貴
- 陳家：代表人物：陳建年（前臺東縣長）、陳瑩（現立法委員）
- 吳家：代表人物：吳俊立（前臺東縣長）、鄺麗貞（前臺東縣長）、吳秀華（現任臺東縣議長）
- 劉派：代表人物：劉櫂漳（前國大代表）、劉櫂豪（前立法委員）

## 金馬地區
依據國家發展委員會國土區域離島發展處所擬訂之「台灣地區綜合開發計畫」，相較於台灣省各縣市於1950年便實施地方自治及開放縣市長民選，中華民國福建省直至1992年底金馬地區戰地政務終止後，才實施地方自治，1993年開放縣長民選。

### 金門縣
金門當地選舉多是宗親而非政黨的競爭，往往呈現兩大姓「陳李對決」的局面。
- 陳氏宗親：陳水在、陳清寶、陳福海（現任金門縣長）、陳玉珍（現任立法委員）
- 李氏宗親：李炷烽、李沃士、李文良（現任金門縣副縣長）[37]
  - 友好：楊鎮浯（前金門縣長）[38]

### 連江縣
- 曹氏宗親：曹順官[39]、曹常順、曹原彰、曹爾忠